# Krátké příběhy hraček
Krátké příběhy hraček (v anglickém originále Small Fry) je americký animovaný film z roku 2011. Režisérem filmu je Angus MacLane. Hlavní role ve filmu ztvárnili Tim Allen, Teddy Newton, Tom Hanks, Joan Cusack a Don Rickles.

## Obsazení
| Tim Allen         | Buzz             |
| Teddy Newton      | mini Buzz        |
| Tom Hanks         | Woody            |
| Joan Cusack       | Jessie           |
| Don Rickles       | Brambůrek        |
| Estelle Harris    | Brambůrková      |
| Wallace Shawn     | Rex              |
| John Ratzenberger | prasátko         |
| Jane Lynch        | královna Neptuna |
| Timothy Dalton    | Pricklepants     |